# Robert Yannes
Robert Yannes (* 1957) ist ein US-amerikanischer Ingenieur. Er fing seine Karriere erst als Hobbymusiker an, bis er ein Chip-Designer für MOS Technology wurde, welches zu einem Unternehmensteil der Firma  Commodore geworden war. Al Charpentier stellte Yannes besonders wegen seines ausgeprägten Musikverständnisses an.
Er entwickelte den MicroPET mit der Hilfe von Al Charpentier, was schließlich zum unbeabsichtigten Prototypen für den Computer Commodore VC-20 führte. Yannes beeinflusste auch das Design des Video-Chips VIC (VC-20).

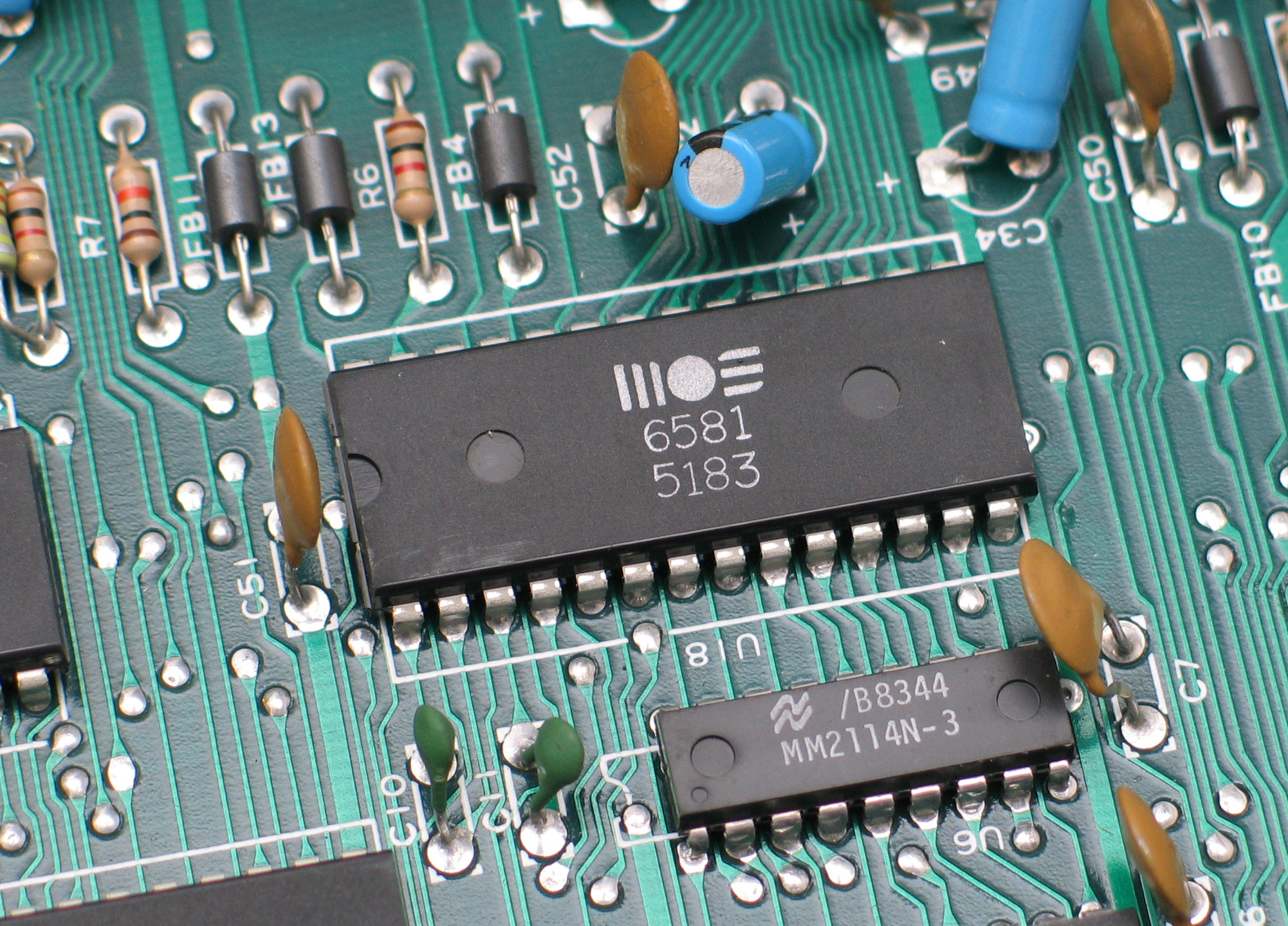
Ein 6581er SID-Chip auf einem C64-Mainboard

Danach entwickelte er den Synthesizer-Chip SID (6581). Dieser Chip hatte eine für die damalige Zeit herausstehende Sound-Auflösung, sodass damit Musik in hoher Qualität wiedergegeben werden konnte. Der Chip wurde auch im Commodore C64 verbaut.
Schon bald nach Abschluss der Arbeiten am VC-20 begannen bei Commodore die Vorarbeiten zur Entwicklung des Nachfolgers VIC-40, später umbenannt in C64. Da der für den C64 in Entwicklung befindliche Grafikprozessor VIC-II über keinen eingebauten Tongenerator mehr verfügte und man Yannes' ungeheures Potential auf dem Gebiet elektronischer Klangerzeugung erkannt hatte, wurde er exklusiv mit der Entwicklung eines spezialisierten Soundchips für den neuen Computer betraut. Als Grenzen wurden lediglich ein Budget sowie ein Zeitlimit gesetzt, innerhalb derer sich Yannes ungestört verwirklichen durfte. Obwohl der Zeitrahmen, wie unter Jack Tramiel bei Commodore üblich, außerordentlich knapp bemessen war, gelang es Yannes den größten Teil der von ihm geplanten Features in den neuen Chip zu implementieren. Am Ende dieser Entwicklung stand der als „Sound Interface Device“ SID 6581 berühmt gewordene Chip mit genügend Leistung für hochwertige und klangvolle Musikerzeugung, der seinerzeit nicht nur auf dem Computersektor seinesgleichen suchte.
Obwohl Commodore mit dem C64 ein bahnbrechender Erfolg gelungen war, zeigte sich Jack Tramiel mit seinen Ingenieuren unzufrieden, da diese seinen objektiv betrachtet unrealistischen Zeitplan nicht ganz hatten einhalten können. Statt eines Bonus für den am Ende meistverkauften Heimcomputer der Geschichte erhielten die beteiligten Entwickler eine Gehaltskürzung, was zu massiven Verstimmungen innerhalb der Belegschaft führte. Folge dieser ausgesprochen kurzsichtigen und für die Firma fatalen Entscheidung war der Weggang der meisten hauptverantwortlichen Entwickler des C64 wie Charles Winterble, Al Charpentier und auch Robert Yannes.
Nachdem Yannes MOS Technology verlassen hatte, gründete er 1982 mit weiteren ehemaligen MOS-Angestellten wie Bruce Crockett und Al Charpentier die Firma Ensoniq. Hier bot sich ihm erstmals die Möglichkeit, einen Soundchip ganz nach seinen eigenen Vorstellungen, frei von jeglichen Restriktionen durch Budgets oder Zeitlimits zu entwerfen. Das Ergebnis dieser zweifelsohne auf den Erfahrungen mit dem SID 6581 basierenden Entwicklung war der Ensoniq 5503, welcher es durch den Einsatz von Multiplexing, dessen Verwirklichung Yannes beim SID aus Zeitgründen noch verwehrt war, auf ganze 16 Stimmen in Stereo-Qualität brachte und 64 KByte eigenen Speicher enthielt. Verwendung fand der 5503 in erster Linie beim größten Konkurrenten von Commodore im Apple IIGS.
Im Januar 1998 wurde die Ensoniq Corp. durch den Soundkartenhersteller Creative Technology Ltd. für 77 Millionen US$ übernommen und mit E-mu Systems zu der Firmendivision E-Mu/Ensoniq fusioniert.